# Gerygone sulphurea
A Gerygone sulphurea a madarak osztályának verébalakúak (Passeriformes) rendjébe és az ausztrálposzáta-félék (Acanthizidae) családjába tartozó faj. A családot egyes szervezetek a gyémántmadárfélék (Pardalotidae) családjának, Acanthizinae alcsaládjáként sorolják be.

## Rendszerezése
A fajt Alfred Russel Wallace angol természettudós írta le 1864-ben.

## Alfajai
- Gerygone sulphurea flaveola Cabanis, 1873
- Gerygone sulphurea muscicapa Oberholser, 1912
- Gerygone sulphurea rhizophorae Mearns, 1905
- Gerygone sulphurea simplex Cabanis, 1872
- Gerygone sulphurea sulphurea Wallace, 1864[1]

## Előfordulása
Brunei, Indonézia, Malajzia, a Fülöp-szigetek, Szingapúr és Thaiföld honos. A természetes élőhelye szubtrópusi és trópusi síkvidéki és hegyi esőerdők és mangroveerdők, valamint városi környezet.

## Megjelenése
Testhossza 9,5–10,4 centiméter.

## Életmódja
Rovarokkal táplálkozik.

## Szaporodása
|  |